# بوابة الشامية
بوابة الشامية أو بوابة نايف ، هي بوابة في سور الكويت ، سبب تسميتها هو قربها من منطقة الشامية ، اما التسمية ( نايف ) فنسبةً إلى موقعها بالقرب من قصر نايف . بالإضافة إلى أن البوابة تعتبر هي المنفذ إلى منطقة بر الجنوب وكذلك هي الجمرك البري والمنفذ إلى الطريق الرئيسي إلى مدينة الرياض بالسعودية . وتقع حاليا بالقرب من وزارة الأعلام ومجمع الوزارات .